# Mattias Claesson
Mattias Claesson (Suecia, 26 de julio de 1986) es un atleta sueco especializado en la prueba de 800 m, en la que consiguió ser medallista de bronce europeo en pista cubierta en 2009.

## Carrera deportiva
En el Campeonato Europeo de Atletismo en Pista Cubierta de 2009 ganó la medalla de bronce en los 800 metros, con un tiempo de 1:49.32 segundos, tras el ruso Yuriy Borzakovskiy y el español Luis Alberto Marco.